# Tymákov
Tymákov (v místním nářečí Timákov, německy Timakow) je obec v okrese Plzeň-město v Plzeňském kraji. Žije v ní přibližně 1 100 obyvatel.
Sousedními obcemi sídla jsou Starý Plzenec, Letkov, Mokrouše, Kyšice, Lhůta, Rokycany a Ejpovice.

## Historie
První písemná zmínka o vesnici pochází z roku 1379.

## Obyvatelstvo
| Rok            | 1869 | 1880 | 1890 | 1900 | 1910 | 1921 | 1930  | 1950 | 1961 | 1970 | 1980 | 1991 | 2001 | 2011 | 2021  |
| -------------- | ---- | ---- | ---- | ---- | ---- | ---- | ----- | ---- | ---- | ---- | ---- | ---- | ---- | ---- | ----- |
| Počet obyvatel | 889  | 941  | 966  | 962  | 972  | 956  | 1 020 | 865  | 916  | 830  | 745  | 666  | 658  | 848  | 1 084 |
| Počet domů     | 105  | 115  | 119  | 120  | 126  | 132  | 175   | 224  | 224  | 222  | 212  | 258  | 272  | 312  | 398   |

## Obecní správa a politika
V letech 1961–1990 k obci patřily Mokrouše a v letech 1961–1991 také Lhůta. Do konce roku 2006 byla obec součástí okresu Plzeň-jih a od 1. ledna 2007 je součástí okresu Plzeň-město.

### Obecní symboly
Znak a vlajka byly obci uděleny rozhodnutím předsedkyně Poslanecké sněmovny Parlamentu České republiky dne 14. června 2013.

### Zastupitelstvo
- 2010–2012 Jiří Drnek
- 2012–2014 Václav Špilar
- 2014–2023 Martina Schwarzová

## Sport
TJ Sokol Tymákov – oddíl mužů Národní házené hraje 1. ligu. V sezonách 2014/2015, 2021/2022 a 2022/2023 vybojoval titul Mistra ČR.

## Pamětihodnosti
- Rychta (čp. 1)
- Usedlost U Balíčků (čp. 71)
- Usedlosti čp. 58 a 69

## Galerie

Tymákov
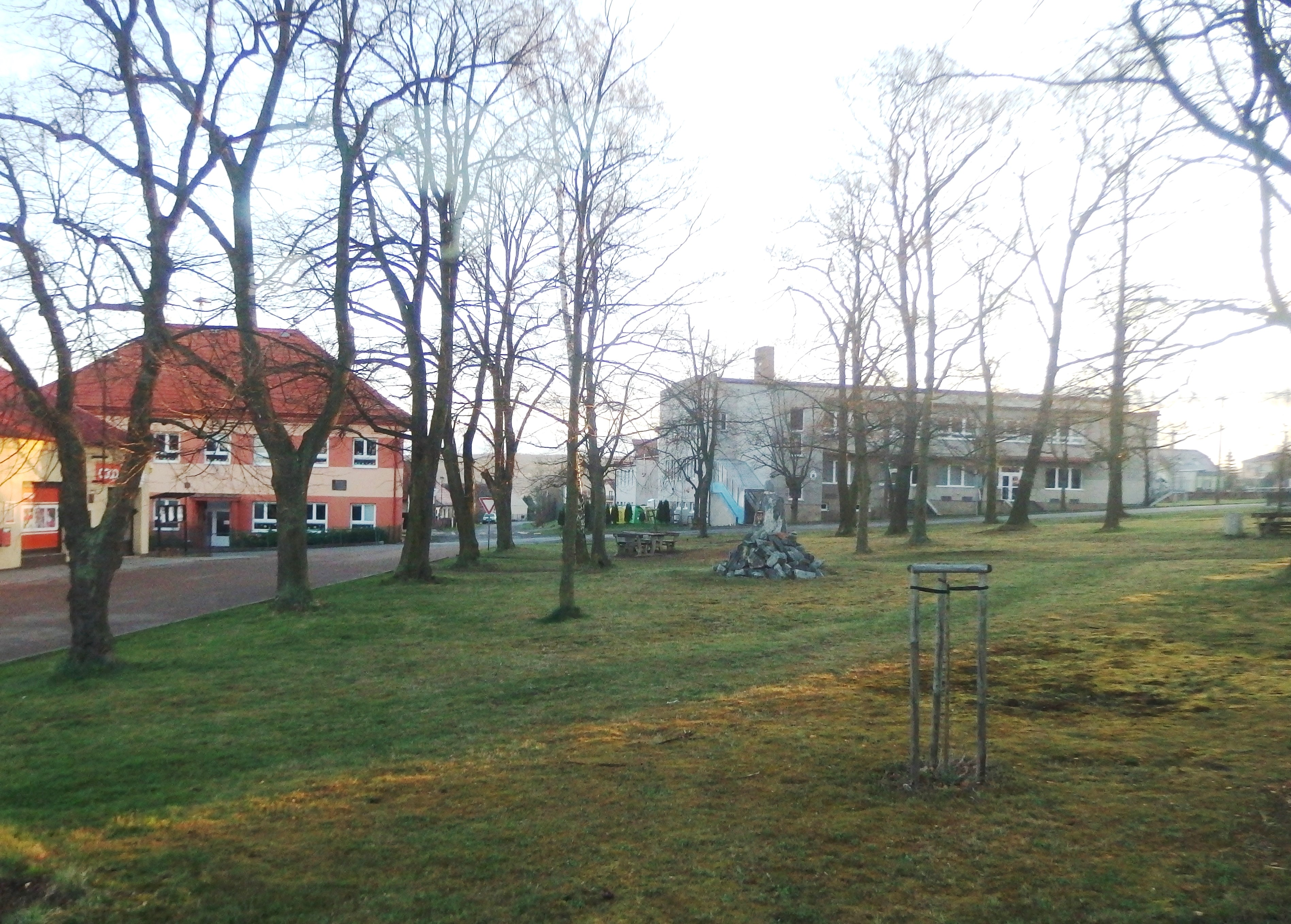
Park
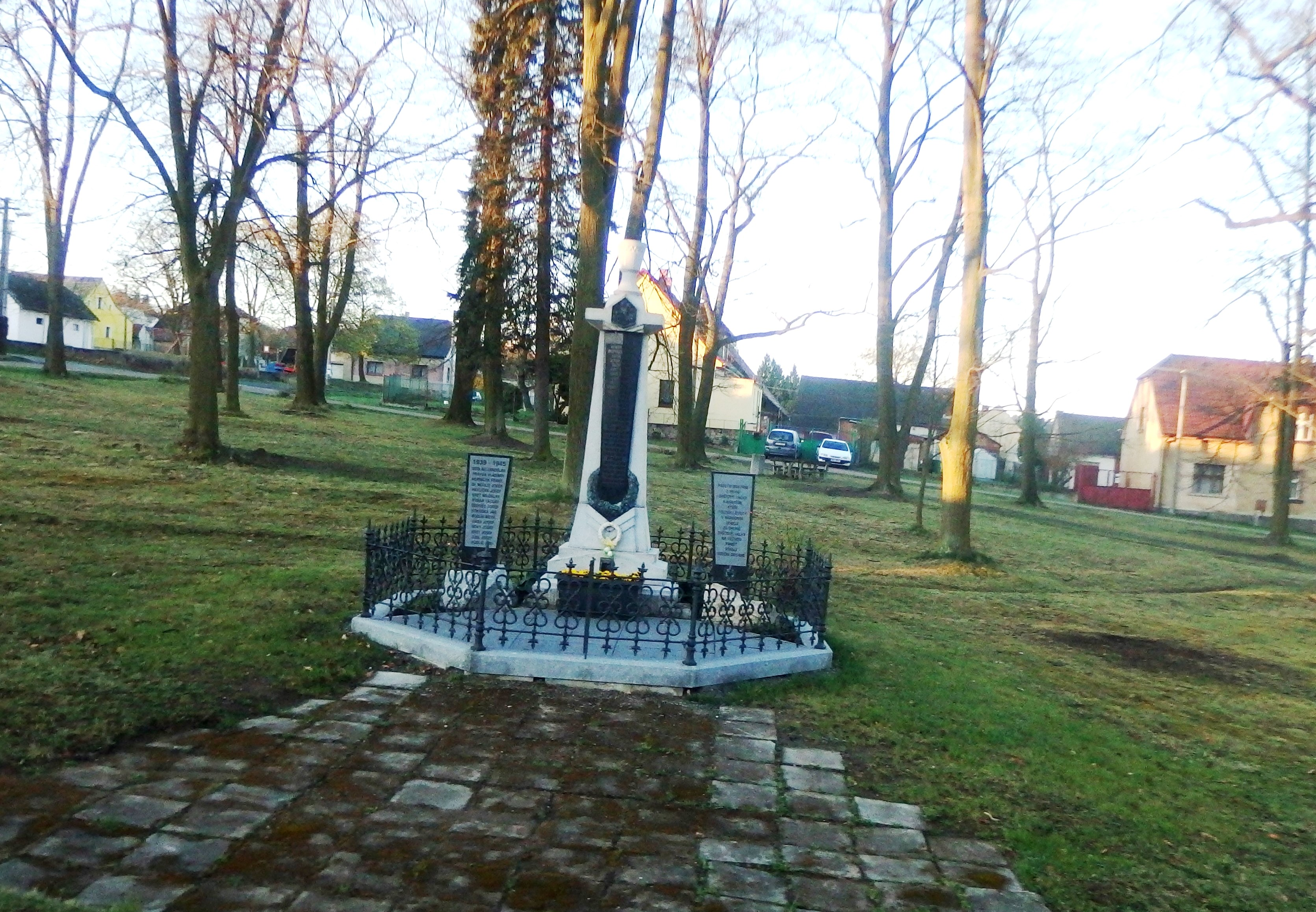
Pomník
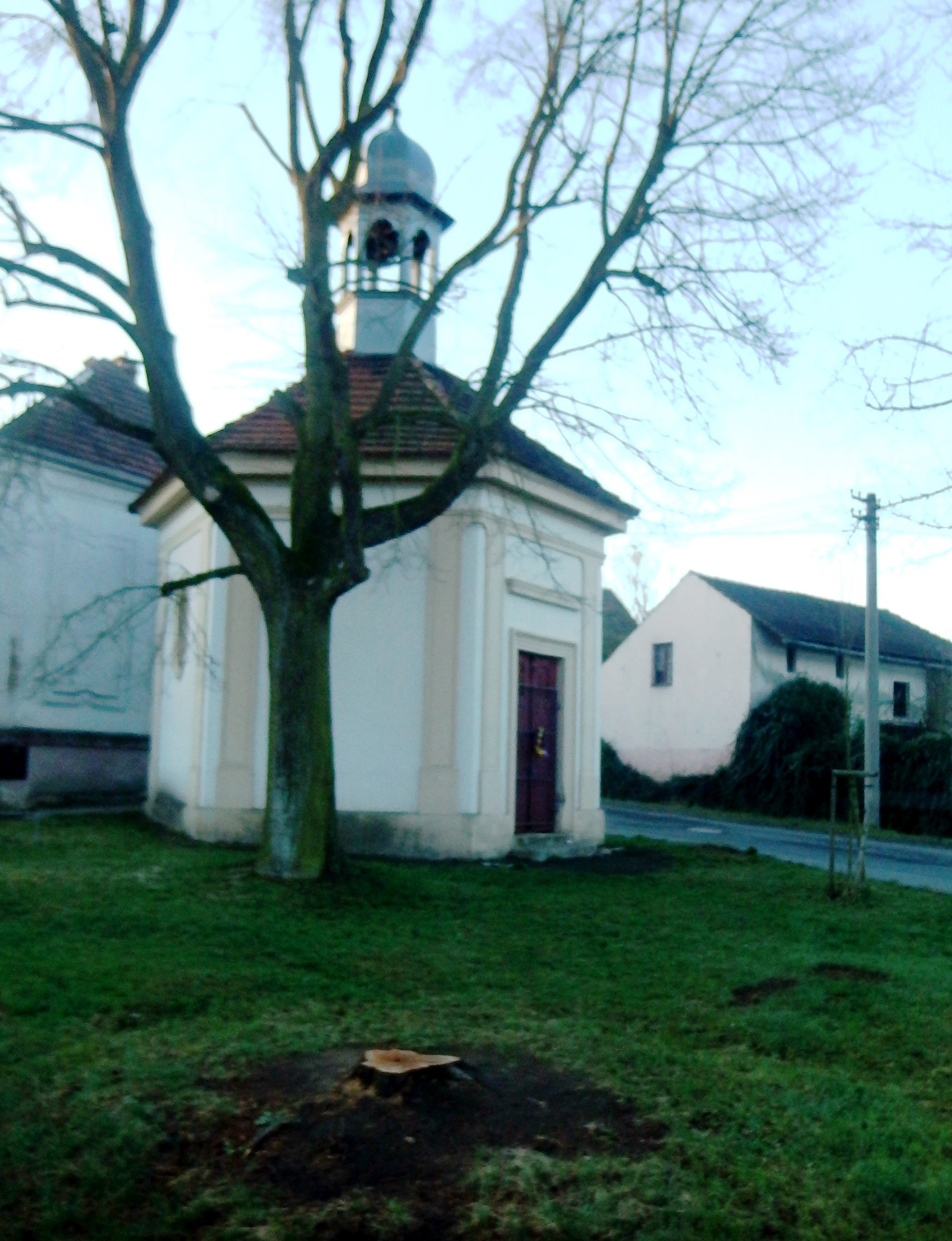
Kaple
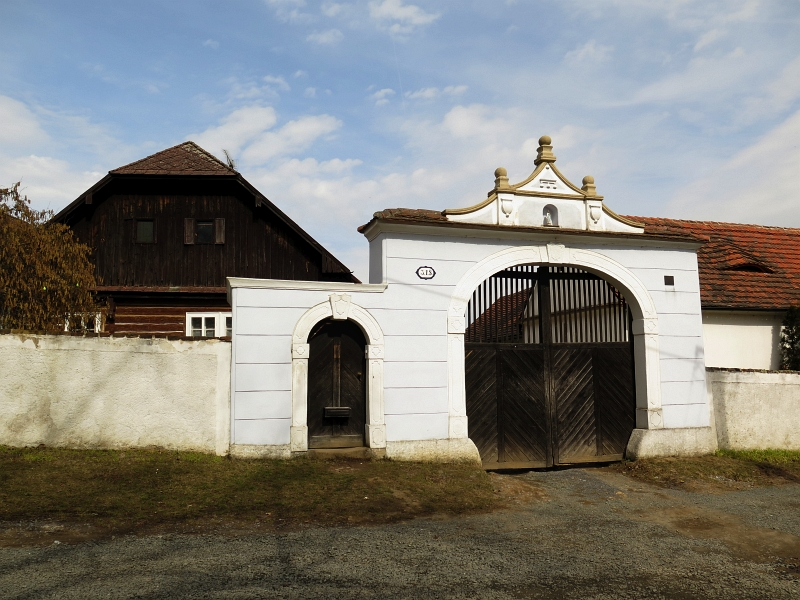
Usedlost čp. 1
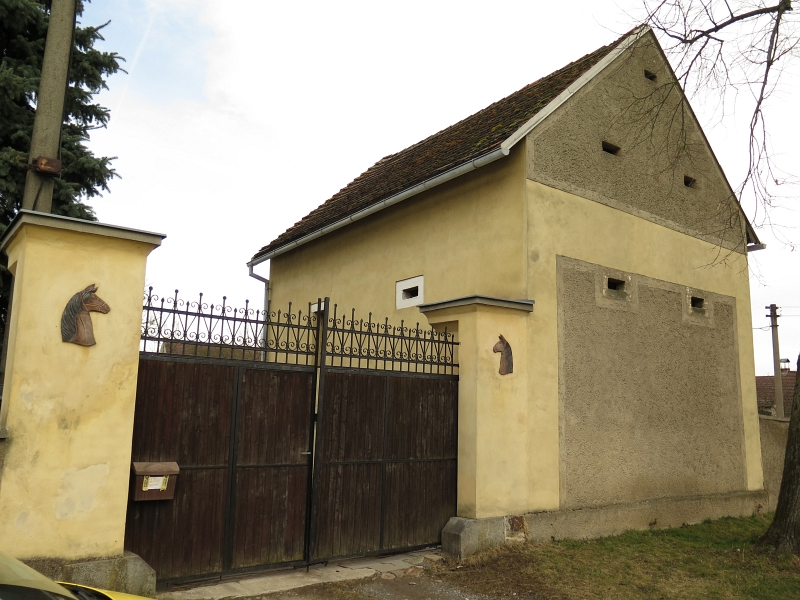
Usedlost čp. 69
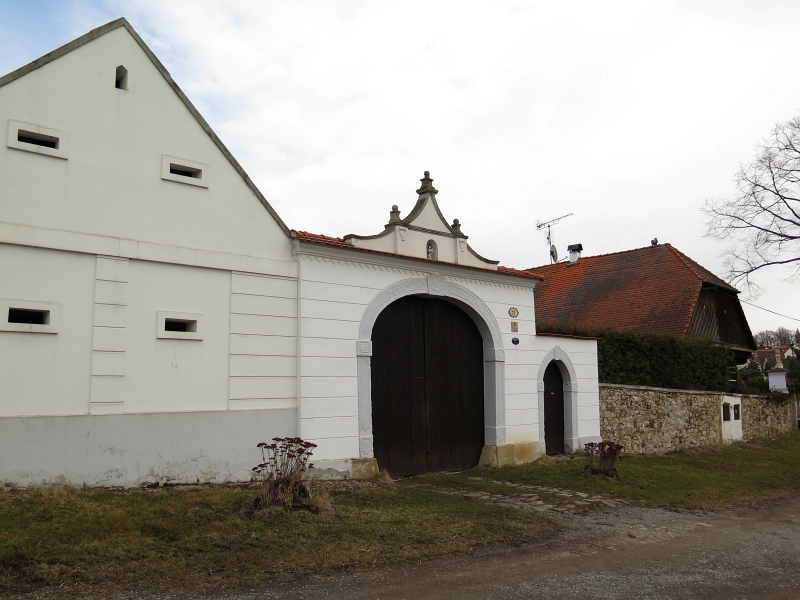
Usedlost čp. 71